# Fraipontit
Fraipontit (IMA-Symbol Fpt) ist ein selten vorkommendes Mineral aus der Mineralklasse der „Silikate und Germanate“ mit der chemischen Zusammensetzung (Zn,Al)3(Si,Al)2O5(OH)4 und damit chemisch gesehen ein Zink-Silikat mit zusätzlichen Hydroxidionen. Strukturell gehört Fraipontit zu den Schichtsilikaten (Phyllosilikaten).
Da bei natürlichen Fraipontiten allerdings stets ein geringer Anteil des Zinks sowie des Siliciums diadoch durch Aluminium ersetzt (substituiert) ist, wird dies durch entsprechend ergänzte Klammerwerte verdeutlicht. Die in den runden Klammern angegebenen Elemente Zink und Aluminium sowie Silicium und Aluminium können sich dabei in der Formel jeweils gegenseitig vertreten, stehen jedoch immer im selben Mengenverhältnis zu den anderen Bestandteilen des Minerals.
Fraipontit kristallisiert im monoklinen Kristallsystem und findet sich allgemein in faserigen bis porzellanähnlichen oder schuppigen Massen, die sich talkartig anfühlen und auf den Oberflächen einen seidenähnlichen Glanz zeigen. Das Mineral ist durchscheinend bis undurchsichtig und von gelblichweißer bis bläulicher Farbe. Seine Strichfarbe ist dagegen weiß bis blassgrün.

## Etymologie und Geschichte
Erstmals entdeckt wurde Fraipontit in Mineralproben aus dem ehemaligen Zink-Bergwerk Vieille Montagne bei Altenberg (auch Moresnet; heute: Kelmis) in der belgischen Provinz Lüttich. Die Analyse und Erstbeschreibung erfolgte 1927 durch Giuseppe Raimondo Pio Cesàro. Er benannte das Mineral nach dem Paläontologen und Professor für Zoologie an der Universität Lüttich (französisch: Université de Liège) Julien Jean Joseph Fraipont (1857–1910) sowie dessen Sohn  Charles Marie Joseph Julien Fraipont (1883–1946), um deren Verdienste zur Erforschung der Neandertaler zu ehren.
Das Typmaterial des Minerals (Holotyp, HT) wird in der Mineralogischen Sammlung der Universität Lüttich (ULG) unter der Sammlungs-Nr. 13727 aufbewahrt.

## Klassifikation
In der veralteten 8. Auflage der Mineralsystematik nach Strunz gehörte der Fraipontit zur Mineralklasse der „Silikate“ und dort zur Abteilung „Neso-Subsilikate“, wo er gemeinsam mit Sapphirin, Staurolith und Topas in der „Topas-Staurolith-Sapphirin-Gruppe“ mit der Systemnummer VIII/A’.03 steht.
In der zuletzt 2018 überarbeiteten Lapis-Systematik nach Stefan Weiß, die formal auf der alten Systematik von Karl Hugo Strunz in der 8. Auflage basiert, erhielt das Mineral die System- und Mineralnummer VIII/H.27-080. Dies entspricht der Klasse der „Silikate“ und dort der Abteilung „Schichtsilikate“, wo Fraipontit zusammen mit Amesit, Antigorit, Berthierin, Brindleyit, Carlosturanit, Chrysotil, Cronstedtit, Dozyit, Greenalith, Guidottiit, Karpinskit, Karyopilit, Kellyit, Lizardit, Népouit und Pecorait die „Serpentingruppe“ mit der Systemnummer VIII/H.27 bildet.
Die von der International Mineralogical Association (IMA) zuletzt 2009 aktualisierte 9. Auflage der Strunz’schen Mineralsystematik ordnet den Fraipontit in die Klasse der „Silikate und Germanate“ und dort in die Abteilung „Schichtsilikate (Phyllosilikate)“ ein. Hier ist das Mineral in der Unterabteilung „Schichtsilikate (Phyllosilikate) mit Kaolinitschichten, zusammengesetzt aus tetraedrischen und oktaedrischen Netzen“ zu finden, wo es zusammen mit Amesit, Antigorit, Berthierin, Brindleyit, Chrysotil, Cronstedtit, Greenalith, Karyopilit, Kellyit, Lizardit, Manandonit, Népouit und Pecorait die „Serpentingruppe“ mit der Systemnummer 9.ED.15 bildet.
In der vorwiegend im englischen Sprachraum gebräuchlichen Systematik der Minerale nach Dana hat Fraipontit die System- und Mineralnummer 71.01.02c.04. Das entspricht der Klasse der „Silikate“ und dort der Abteilung „Schichtsilikatminerale“. Hier findet er sich innerhalb der Unterabteilung „Schichtsilikate: Schichten von sechsgliedrigen Ringen mit 1:1-Lagen“ in der „Serpentingruppe (Amesit-Untergruppe)“, in der auch Amesit, Berthierin, Brindleyit, Kellyit, Manandonit und Cronstedtit eingeordnet sind.

## Kristallstruktur
Fraipontit kristallisiert monoklin mit den Gitterparametern a = 5,372 Å; b = 9,246 Å; c = 7,273 Å und β = 103° 33′ (103,5°) sowie zwei Formeleinheiten pro Elementarzelle. Eine genauere Aufschlüsselung der Kristallstruktur in Bezug auf Kristallklasse und Raumgruppe wurde bisher nicht vorgenommen.

## Bildung und Fundorte
Fraipontit bildet sich in oxidierten, zinkmineralhaltigen Lagerstätten, wo er unter anderem in Paragenese mit Cerussit, Gebhardit, Sauconit, Smithsonit und Willemit auftreten kann.
Als seltene Mineralbildung konnte Fraipontit nur an wenigen Orten nachgewiesen werden, wobei weltweit bisher rund 60 Vorkommen dokumentiert sind (Stand 2022). Außer an seiner Typlokalität, dem ehemaligen Zink-Bergwerk Vieille Montagne bei Kelmis (ehemals Altenberg), trat das Mineral in Belgien nur noch in der ehemaligen Blei-Zink-Grube Bleyberg und in der Umgebung von Moresnet in der heutigen Gemeinde Plombières (Wallonische Region) auf.
In Deutschland fand sich Fraipontit in der aufgelassenen Grube Großfürstin Alexandra (siehe auch Schleifsteintaler Gangzug) nahe Goslar in Niedersachsen sowie in der ebenfalls aufgelassenen Grube Alexander und im Gustav-Stollen bei Bestwig im Hochsauerlandkreis Nordrhein-Westfalens.
Der bisher einzige bekannte Fundort in Österreich ist die Grube Stefanie am Bleiberger Erzberg nahe der Kärntner Stadt Villach. Mit der Mine des Moulins bei Saint-Luc VS im Kanton Wallis ist auch in der Schweiz bisher nur ein Fundort bekannt.
Weitere Fundorte liegen unter anderem in Australien, Chile, Frankreich, Griechenland, Italien, Kasachstan, Kuba, Marokko, Mexiko, Namibia, Peru, Portugal, Rumänien, Russland, Spanien, Turkmenistan, im Vereinigten Königreich (England, Wales) und den Vereinigten Staaten von Amerika (Arizona, Kalifornien, Nevada, New Jersey, New Mexico).